# Олевано-суль-Тушіано
Олевано-суль-Тушіано (італ. Olevano sul Tusciano) — муніципалітет в Італії, у регіоні Кампанія,  провінція Салерно.
Олевано-суль-Тушіано розташоване на відстані близько 260 км на південний схід від Рима, 70 км на схід від Неаполя, 22 км на схід від Салерно.
Населення — 6897 осіб (2014).

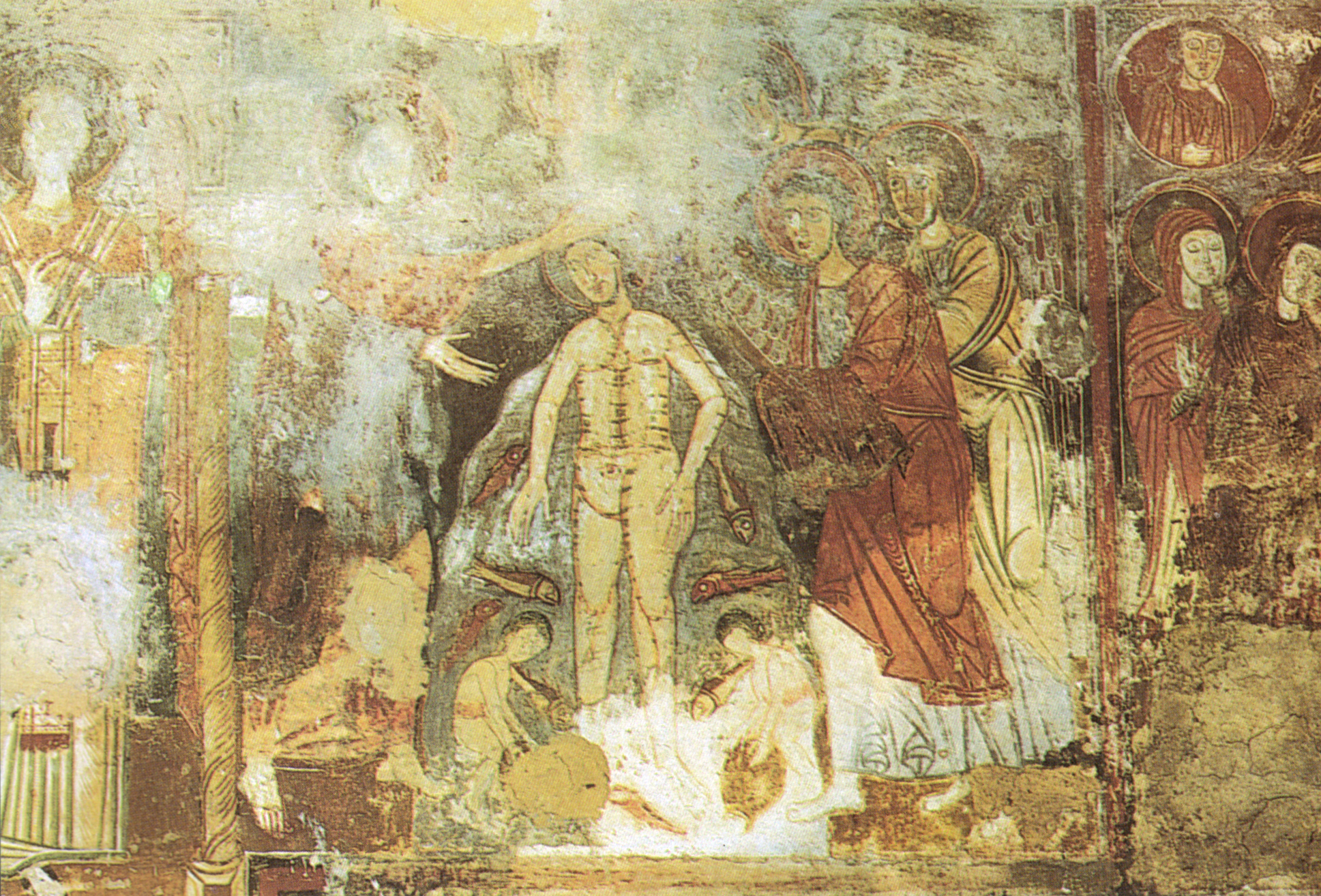

Щорічний фестиваль відбувається 8 травня. Покровитель — святий Архангел Михаїл.

## Демографія
Населення за роками:

Станом на 1 січня 2023 року в муніципалітеті офіційно проживало 218 іноземців з 23 країн, серед них 98 громадян країн Євросоюзу та 29 громадян України.

## Сусідні муніципалітети
- Ачерно
- Баттіпалья
- Кампанья
- Еболі
- Монтекорвіно-Ровелла